# Wheatbelt régió

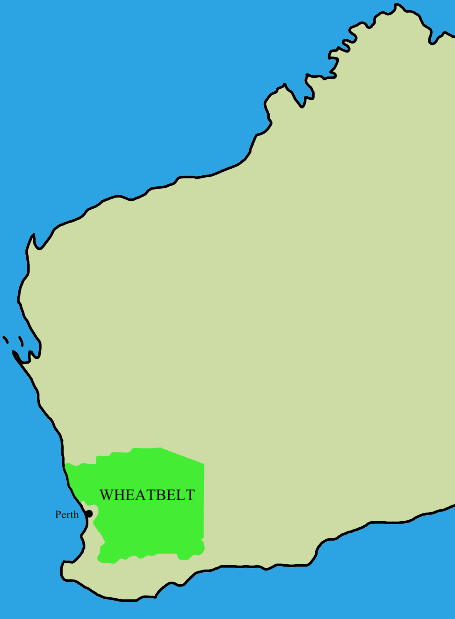
A Wheatbelt régió elhelyezkedése Nyugat-Ausztrália térképén

A Wheatbelt régió Nyugat-Ausztrália délnyugati részén található. A régió egyike az állam kilenc régiójának. Részben körbeöleli Perth Metroplolitan Area területét, míg Perthtől északra Mid West régióig terjed, keletről Goldfields-Esperance régió határolja, délről South West régió és Great Southern régióval szomszédos, míg nyugatról részben az Indiai-óceánnal, részben pedig Peel régióval határos. Összességében 154 862 négyzetkilométernyi területet foglal magába, beleértve a szigeteket is, és mintegy 72 000 ember otthona. A népesség eléggé szétszórtan helyezkedik el a területen, ugyanakkor mintegy 16 000 ember él a négy legnagyobb városban Northam, Narrogin, Merredin és Moora közigazgatási határain belül.
A Wheatbelt régió több ökoszisztémát is magában foglal, melynek köszönhetően különböző ipari létesítmények működnek a régióban. Ausztrália Ideiglenes Biogeográfiai Regionalizálása (Interim Biogeographic Regionalisation for Australia) számos kisebb részre osztja fel területét, mint például az Avon Wheatbelt, továbbá az Avon Wheatbeltet is két részre osztja: Avon Wheatbelt 1, Avon Wheatbelt 2; valamint itt található még Jarrah Forest, Geraldton Sandplain és Mallee régió is.
A partvonal közelében viszonylag magas csapadékösszegek és enyhe hőmérsékleti körülmények vannak és ez a 150 km széles sáv a régió fő turisztikai célpontja is egyben. Ezzel szemben a régió keleti része igen száraz éghajlatú, ahol a gazdaság húzóágazata elsősorban a bányászat. Itt főleg arany-, nikkel- és vasércet bányásznak. A régió többi részén elsősorban mezőgazdasági tevékenységeket folytatnak és innen származik az állam búzatermelésének több, mint kétharmada, a gyapjútermelés fele, illetve a juh- és bárányhús, a narancstermelés, továbbá a méztermelés döntő többsége. Az állam vágott virágtermelése, valamint az egyéb mezőgazdasági termékek termelésének döntő része is erről a területről származik.

## Közlekedés
A Wheatbelt régióban kiterjedt vasúthálózat található, amellyel főleg a gabonát szállítmányozzák. A vasútvonal egyes szárnyvonalait bezárták, ugyanakkor a vasúti fővonalakat fokozatosan fejlesztik.

## Local government areas
A Wheatbelt régióban számos önkormányzat (Local government area, LGA) található, melyek a következők:
- Beverley
- Brookton
- Bruce Rock
- Chittering
- Corrigin
- Cuballing
- Cunderdin
- Dandaragan
- Dalwallinu
- Dowerin
- Dumbleyung
- Gingin
- Goomalling
- Kellerberrin
- Kondinin
- Koorda
- Kulin
- Lake Grace
- Merredin
- Moora
- Mount Marshall
- Mukinbudin
- Narembeen
- Narrogin (Shire)
- Narrogin (Town)
- Northam
- Nungarin
- Pingelly
- Quairading
- Tammin
- Toodyay
- Trayning
- Victoria Plains
- Wagin
- Wandering
- West Arthur
- Westonia
- Wickepin
- Williams
- Wongan-Ballidu
- Wyalkatchem
- Yilgarn
- York

## Fordítás
Ez a szócikk részben vagy egészben  a   Wheatbelt (Western Australia) című angol Wikipédia-szócikk ezen változatának fordításán alapul.  Az eredeti cikk szerkesztőit annak laptörténete sorolja fel. Ez a jelzés csupán a megfogalmazás eredetét és a szerzői jogokat jelzi, nem szolgál a cikkben szereplő információk forrásmegjelöléseként.

## Külső hivatkozások
- Wheatbelt Development Commission